# Miljoner (roman)
Miljoner (originaltitel: Millions) är en ungdomsroman från 2004 av Frank Cottrell Boyce, som tilldelades Carnegie Medal samma år.